# It's Beginning to and Back Again
It's Beginning To And Back Again, noto anche come IBTABA, è il sesto album studio della post-punk band inglese Wire, pubblicato nel 1989. L'album consiste quasi interamente di reinterpretazioni di esibizioni live di tracce provenienti da A Bell Is a Cup...Until It Is Struck.
L'album contiene il singolo Eardrum Buzz, il più famoso della storia della band, che si piazzò alla posizione #2 nella Billboard Modern Rock Tracks chart e al #68 nel Regno Unito.

## Tracce
1. Finest Drops
2. Eardrum Buzz
3. German Shepherds
4. Public Place
5. It's a Boy
6. Illuminated
7. Boiling Boy
8. Over Theirs
9. Eardrum Buzz (12 inch version)
10. The Offer
11. In Vivo

## Formazione
- Bruce Gilbert
- Robert Gotobed
- Graham Lewis
- Colin Newman
- Ingegnere del suono: Paul Kendall
- Mixato da John Fryer e Paul Kendall